# Kiusiur
Kiusiur (ros. Кюсюр, jakuc. Күһүүр) – wieś w Rosji w Jakucji, w ułusie bułuńskim. 
W 2010 roku mieszkało we wsi 1345 osób.